# Natació als Jocs Olímpics d'estiu de 1924 - relleus 4x200 metres lliures masculins
Els relleus 4x200 metres lliures masculins va ser una de les onze proves de natació que es disputaren als Jocs Olímpics de París de 1924. La competició es disputà el 18 i el 20 de juliol de 1924. Hi van prendre part 57 nedadors procedents de 13 països.

## Medallistes
| Or                                                                                                  | Plata                                                                                   | Bronze                                                                                  |
| Estats UnitsRalph Breyer · Harrison Glancy · Richard Howell · Wallace O'Connor · Johnny Weissmuller | AustràliaFrank Beaurepaire · Boy Charlton · Moss Christie · Ernest Henry · Ivan Stedman | SuèciaÅke Borg · Arne Borg · Thor Henning · Gösta Persson · Orvar Trolle · Georg Werner |

## Rècords
Aquests eren els rècords del món i olímpic que hi havia abans de la celebració dels Jocs Olímpics de 1924.
| Rècord del Món | 10:04.4 | Perry McGillivray Pua Kealoha Norman Ross Duke Kahanamoku | Anvers (BEL) | 29 d'agost de 1920 |
| Rècord Olímpic | 10:04.4 | Perry McGillivray Pua Kealoha Norman Ross Duke Kahanamoku | Anvers (BEL) | 29 d'agost de 1920 |

Els Estats Units, amb Ralph Breyer, Harry Glancy, Dick Howell i Wally O'Connor, millorà el rècord del món i la barrera dels 10 minuts en la semifinal amb un temps de 9:59.4 minuts. En la final, en què Johnny Weissmuller substituí a Howell, els estatunidencs van millorar els seu rècord, amb un temps de 9:53.4 minuts.

## Resultats

### Sèries
Els dos equips més ràpids de cada sèrie i el millor tercer passaren a semifinals.
Sèrie 1
| Pos. | Nedadors                                                                      | Temps   | Qual. |
| ---- | ----------------------------------------------------------------------------- | ------- | ----- |
| 1    | Ralph Breyer, Harry Glancy, Dick Howell i Wally O'Connor (USA)                | 10:41.6 | QQ    |
| 2    | Luigi Bacigalupo, Agostino Frassinetti, Gianni Patrignani, Emilio Polli (ITA) | 11:05.2 | QQ    |
| 3    | Ivo Arčanin, Ante Roje, Vlado Smokvina, Atilije Venturini (YUG)               | 12:02.4 |       |
| 4    | Ramon Berdomàs, Pedro Méndez, Juli Peradejordi, José Manuel Pinillo (ESP)     | 12:02.4 |       |

Sèrie 2
| Pos. | Nedadors                                                      | Temps   | Qual. |
| ---- | ------------------------------------------------------------- | ------- | ----- |
| 1    | Thor Henning, Gösta Persson, Orvar Trolle, Georg Werner (SWE) | 11:15.4 | QQ    |
| 2    | Gé Dekker, Otto Hoogesteyn, Sjaak Köhler, Frits Schutte (NED) | 11:35.6 | QQ    |

Sèrie 3
| Pos. | Nedadors                                                            | Temps   | Qual. |
| ---- | ------------------------------------------------------------------- | ------- | ----- |
| 1    | Moss Christie, Frank Beaurepaire, Ernest Henry i Ivan Stedman (AUS) | 10:21.2 | QQ    |
| 2    | Torahiko Miyahata, Kazuo Noda, Kazuo Onoda, Katsuo Takaishi (JPN)   | 10:24.2 | QQ    |
| 3    | Václav Antoš, Stanislav Bičák, Viktor Légat, Rudolf Piowatý (TCH)   | 11:12.8 | qq    |
| 4    | Juan Behrensen, Tomás Jones, Jorge Moreau, Alberto Zorrilla (ARG)   | 11:25.0 |       |

Sèrie 4
| Pos. | Nedadors                                                                | Temps   | Qual. |
| ---- | ----------------------------------------------------------------------- | ------- | ----- |
| 1    | Guy Middleton, Henri Padou, Édouard Vanzeveren, Émile Zeibig (FRA)      | 10:41.4 | QQ    |
| 2    | Harold Annison, Albert Dickin, Edward Peter, Leslie Savage (GBR)        | 10:52.6 | QQ    |
| 3    | A. Buydens, Joseph Callens, Émile Thienpondt, Martial van Schelle (BEL) | 11:14.8 |       |

### Semifinals
Els dos equips més ràpids de cada semifinal i el millor tercer passaren a la final.
Suècia substituí Thor Henning i Gösta Persson per Arne Borg i Åke Borg i el Regne Unit Leslie Savage per John Thomson. Ambdós equips passaren a la final.
Semifinal 1
| Pos. | Nedador                                                             | Temps   | Qual. |
| ---- | ------------------------------------------------------------------- | ------- | ----- |
| 1    | Moss Christie, Frank Beaurepaire, Ernest Henry i Ivan Stedman (AUS) | 10:27.0 | QF    |
| 2    | Harold Annison, Albert Dickin, Edward Peter, John Thomson (GBR)     | 10:31.2 | QF    |
| 3    | Guy Middleton, Henri Padou, Édouard van Zeveren, Émile Zeibig (FRA) | 10:39.4 |       |
| 4    | Gé Dekker, Otto Hoogesteyn, Sjaak Köhler, Frits Schutte (NED)       | 11:29.0 |       |
| —    | (TCH)                                                               | DNS     |       |

Semifinal 2
| Pos. | Nedador                                                                       | Temps   | Qual. |
| ---- | ----------------------------------------------------------------------------- | ------- | ----- |
| 1    | Ralph Breyer, Harry Glancy, Dick Howell i Wally O'Connor (USA)                | 9:59.4  | QF WR |
| 2    | Arne Borg, Åke Borg, Orvar Trolle, Georg Werner (SWE)                         | 10:08.2 | QF    |
| 3    | Torahiko Miyahata, Kazuo Noda, Kazuo Onoda, Katsuo Takaishi (JPN)             | 10:12.4 | qf    |
| 4    | Luigi Bacigalupo, Agostino Frassinetti, Gianni Patrignani, Emilio Polli (ITA) | 11:00.4 |       |

### Final
En la final Johnny Weissmuller substituí a Dick Howell en l'equip estatunidenc i Boy Charlton a Ivan Stedman en l'equip australià.
| Pos. | Nedador                                                               | Temps     |
| ---- | --------------------------------------------------------------------- | --------- |
| 1    | Ralph Breyer, Harry Glancy, Wally O'Connor i Johnny Weissmuller (USA) | 9:53.4 WR |
| 2    | Boy Charlton, Moss Christie, Frank Beaurepaire i Ernest Henry (AUS)   | 10:02.2   |
| 3    | Arne Borg, Åke Borg, Orvar Trolle, Georg Werner (SWE)                 | 10:06.8   |
| 4    | Torahiko Miyahata, Kazuo Noda, Kazuo Onoda, Katsuo Takaishi (JPN)     | 10:15.2   |
| 5    | Harold Annison, Albert Dickin, Edward Peter, John Thomson (GBR)       | 10:29.4   |